# Cellaria hirsuta
Cellaria hirsuta är en mossdjursart som först beskrevs av William MacGillivray 1869.  Cellaria hirsuta ingår i släktet Cellaria och familjen Cellariidae. Inga underarter finns listade i Catalogue of Life.